# Maffei 2
Maffei 2 ist eine mittelgroße Spiralgalaxie im Sternbild der Kassiopeia etwa 10 Millionen Lichtjahre entfernt von unserem Sonnensystem.
Maffei 2 und Maffei 1 wurden beide im Jahr 1967 vom italienischen Astronomen Paolo Maffei mittels ihrer Infrarotemissionen entdeckt.
Maffei 2 liegt inmitten der Galaktischen Ebenen der Milchstraße der sogenannten Zone of Avoidance. 99,5 % des Lichts der Galaxie wird verdeckt oder absorbiert von Staubwolken und Sternen der Milchstraße, weswegen sie im Optischen nur sehr schwer zu beobachten ist.
Kurz nach der Entdeckung von Maffei 2 wurde sie noch als Teil der Lokalen Gruppe angenommen. Neuere Messungen zeigen Maffei 2 ist Teil einer eigenen, der unserer Galaxiengruppe der Lokalen Gruppe am nächsten gelegenen Galaxiengruppe der Maffei-Gruppe.

## Galerie

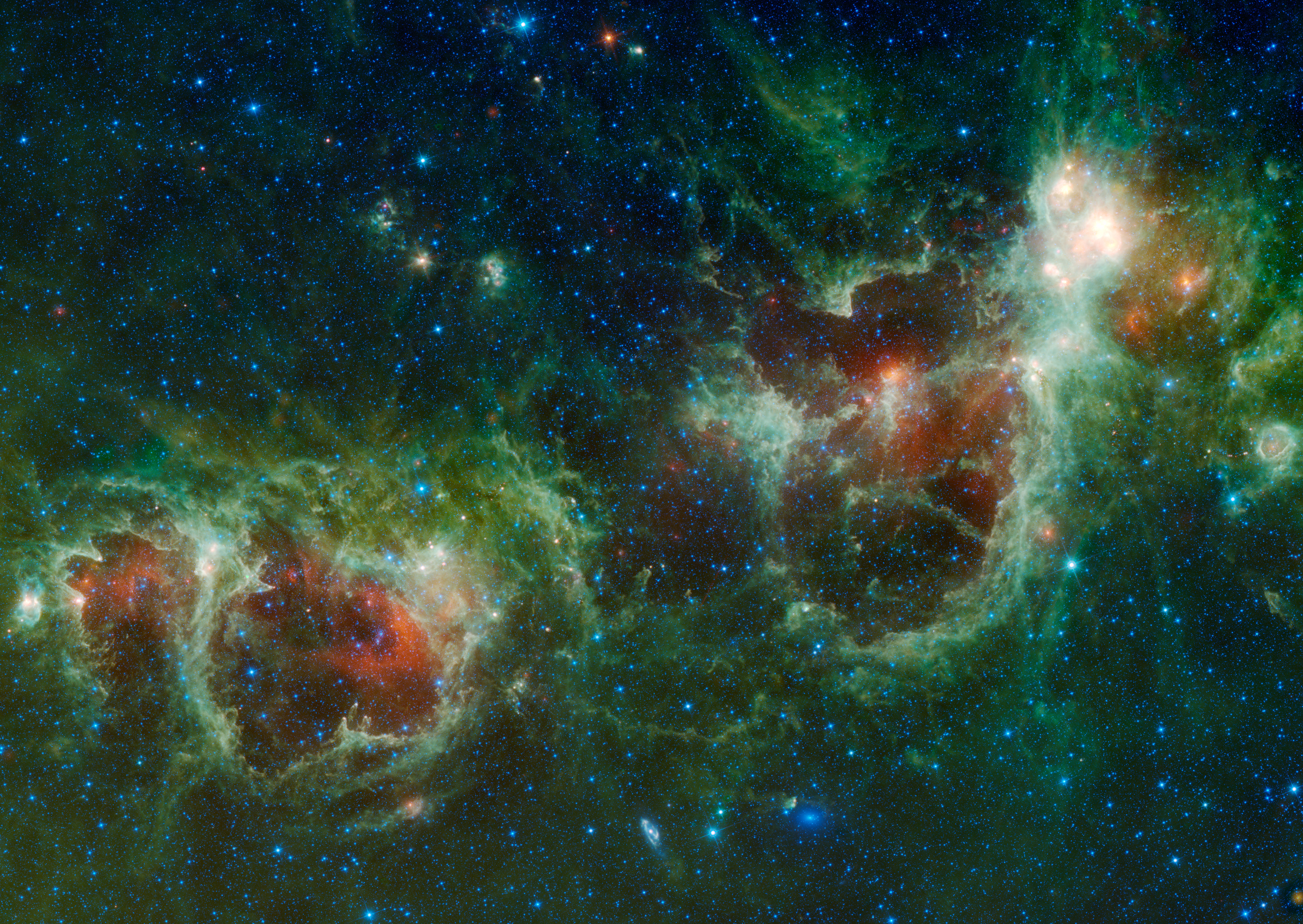
Die Herz- und Seelennebel. Darunter die hier leicht blaue Spiralgalaxie in der Mitte am unteren Rand des Bildes ist Maffei 2.
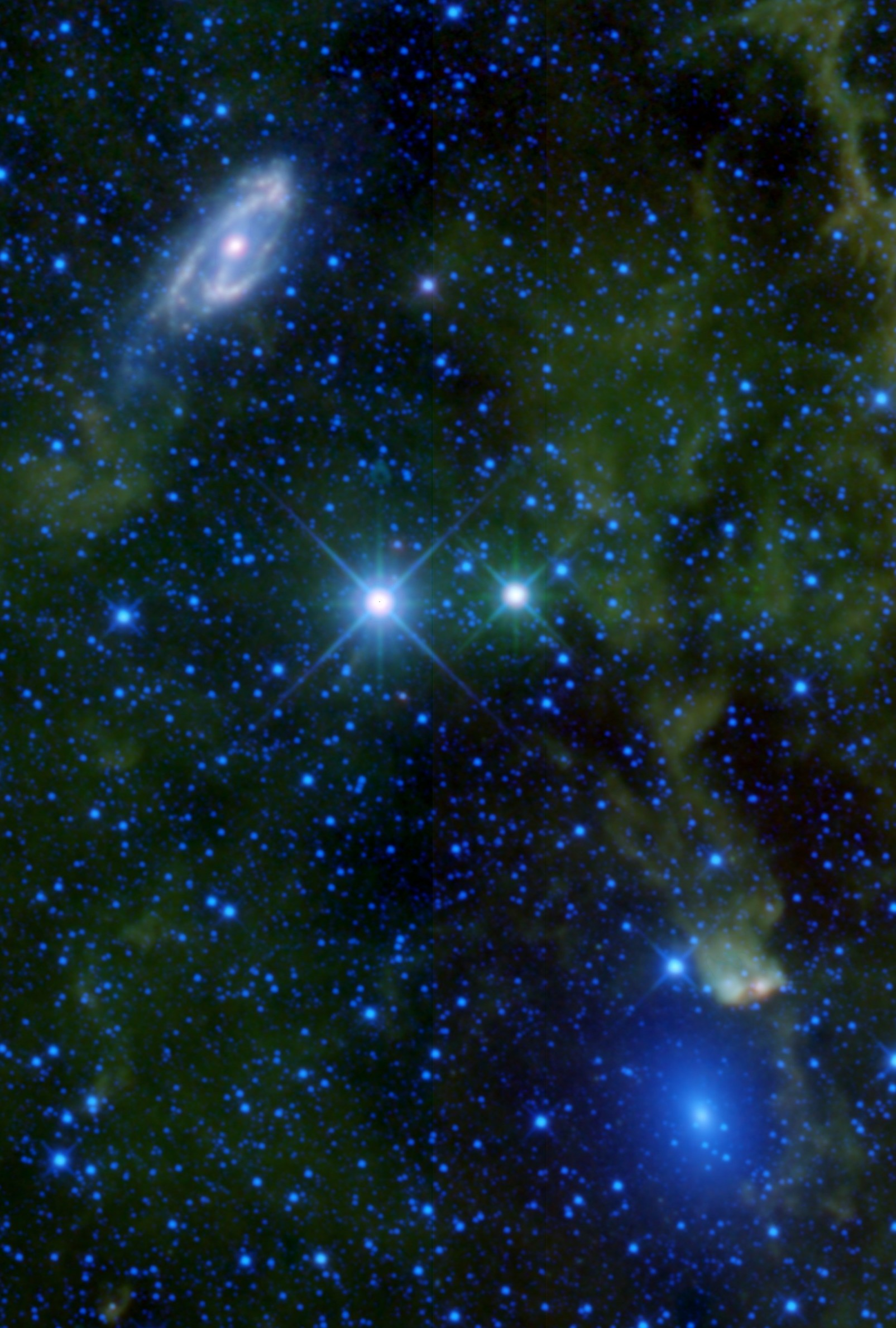
Maffei 2 ist die Spiralgalaxie oben links, Maffei 1 die blaue elliptische Galaxie im unteren rechten Eck.
Das Gesamtbild mit Maffei 2 und Maffei 1.